# Saint-Alban-Leysse
Saint-Alban-Leysse ist eine französische Gemeinde mit 6589 Einwohnern (Stand 1. Januar 2022) im Département Savoie in der Region Auvergne-Rhône-Alpes. Sie gehört zum Arrondissement Chambéry und ist Mitglied des Gemeindeverbands Communauté d’agglomération du Grand Chambéry. Das Bureau centralisateur des gleichnamigen Kantons befindet sich in der Gemeinde. Die Bewohner werden Saint-Albanais und Saint-Albanaises genannt.

## Geographie

### Lage
Saint-Alban-Leysse liegt auf 310 m, etwa vier Kilometer ostnordöstlich der Stadt Chambéry (Luftlinie). Das Dorf erstreckt sich im Westen des Département Savoie, am Südrand des Massivs der Bauges und am Fuß des Nivolet, am Eintritt des Flusses Leysse in die Talfurche von Chambéry.
Die Fläche des 8,40 km² großen Gemeindegebiets umfasst einen Abschnitt des Massivs der Bauges. Die südliche Grenze verläuft meist entlang der Leysse, die hier aus einem tief eingeschnittenen Kerbtal in die Talebene von Chambéry hinaustritt und das Gebiet nach Westen zum Lac du Bourget entwässert. Die östliche Abgrenzung wird durch die Erosionsrinne von Lovettaz markiert. Vom Flusslauf der Leysse erstreckt sich das Gemeindeareal nordwärts über die Talebene bis auf den Mont (520 m), einen Querriegel in der Talfurche von Chambéry, sowie über den bewaldeten und mit Felsbändern durchzogenen Steilhang des Nivolet. Auf der Felsnase unterhalb des Gipfels wird mit 1240 m die höchste Erhebung von Saint-Alban-Leysse erreicht.

### Nachbargemeinden
Nachbargemeinden von Saint-Alban-Leysse sind Sonnaz und Verel-Pragondran im Norden, Saint-Jean-d’Arvey und Barby im Osten, La Ravoire und Barberaz im Süden sowie Bassens und Chambéry im Westen.

### Gemeindegliederung
Saint-Alban-Leysse besteht aus den vier Ortsteilen und Weilern
- Saint-Alban (310 m) am Fuß des Nivolet
- Leysse (300 m) am Eintritt der Leysse in die Talfurche von Chambéry
- Chesses (315 m) am Fuß des Nivolet
- La Clusaz (380 m) in einem Tälchen zwischen dem Mont und dem Hang des Nivolet

## Geschichte
Das Gemeindegebiet von Saint-Alban-Leysse war bereits sehr früh besiedelt. Bei Saint-Saturnin wurden Spuren der Anwesenheit des Menschen während des Neolithikums gefunden; weitere Überreste stammen aus der Römerzeit. Die Pfarrei wurde um 1100 erstmals erwähnt (ecclesia sancti Albani) und hat den heiligen Alban von Verulamium als Namenspatron. Im Mittelalter bildete Saint-Alban eine eigene Herrschaft, die erst der Familie La Ravoire gehörte und danach (1317) an die Grafen von Savoyen gelangte. Nach mehreren Wechseln der Lehnsherren im 15. und 16. Jahrhundert erlangte Saint-Alban 1598 den Rang einer Baronnie. Im Jahr 1803 wurde der Weiler Leysse von Saint-Jean-d’Arvey abgetrennt und mit der Gemeinde Saint-Alban vereinigt. Um Verwechslungen mit anderen Gemeinden des gleichen Namens zu vermeiden, wurde 1946 der offizielle Name Saint-Alban-Leysse eingeführt.

## Sehenswürdigkeiten
Zu den Sehenswürdigkeiten des Dorfes gehören die Kirche Saint-Alban, die Kapelle Saint-Saturnin und die als Monument historique eingeschriebene Betkapelle Notre-Dame-de-Bon-Secours aus dem 18. Jahrhundert sowie das Château de Monterminod aus dem 18. und 19. Jahrhundert mit einem Turm aus dem 13. Jahrhundert.

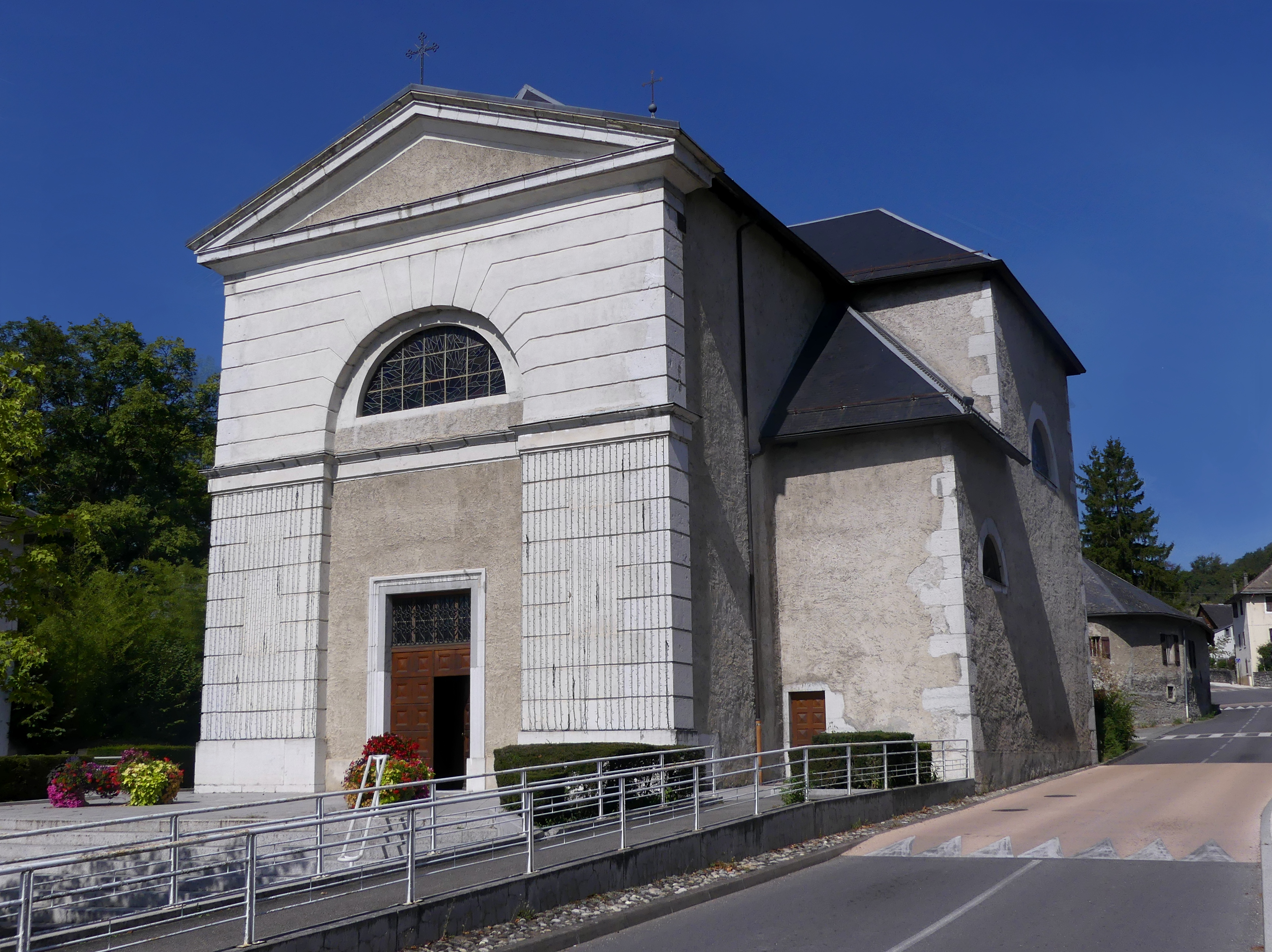
Kirche Saint-Alban
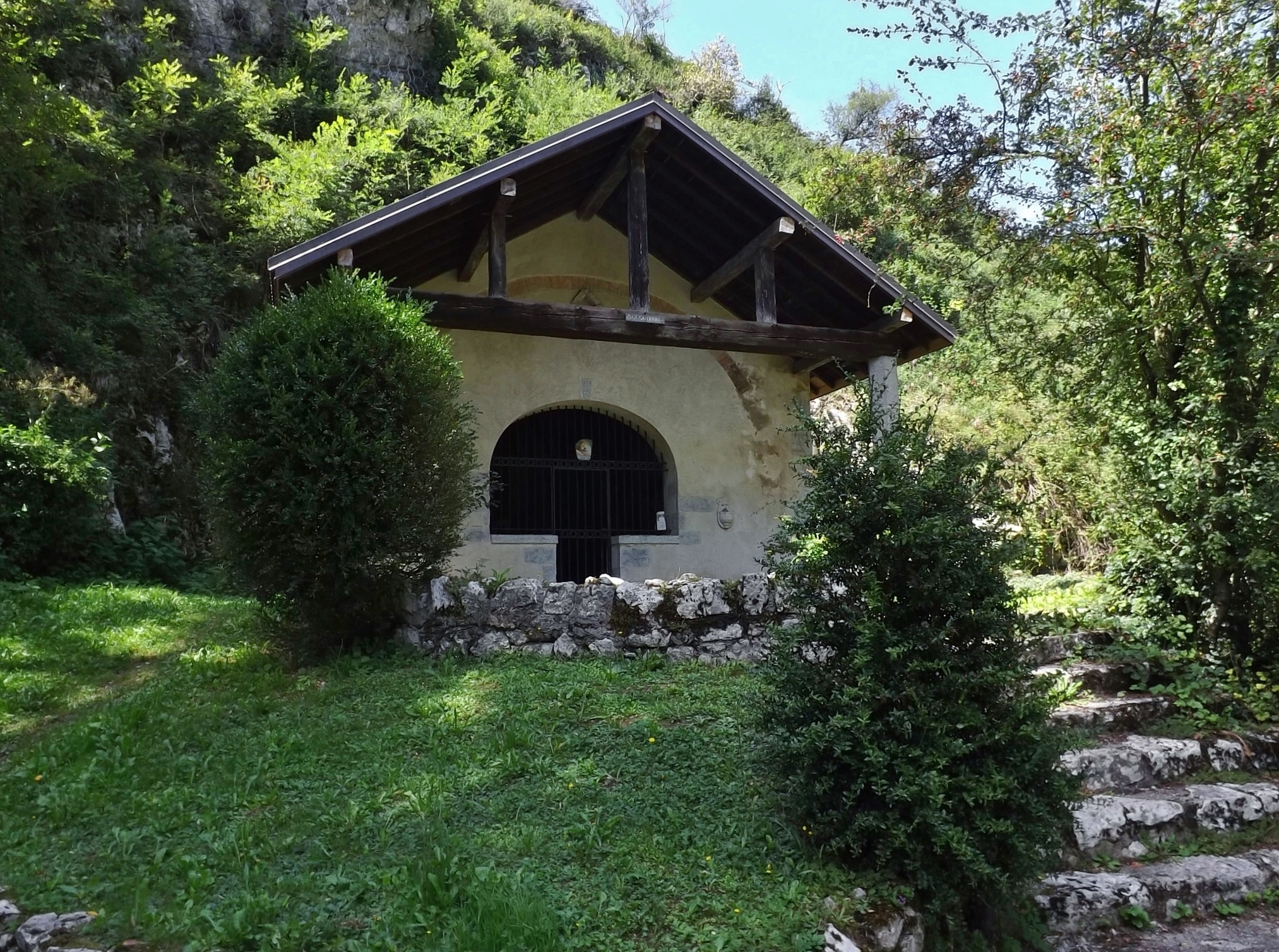
Kapelle Saint-Saturnin
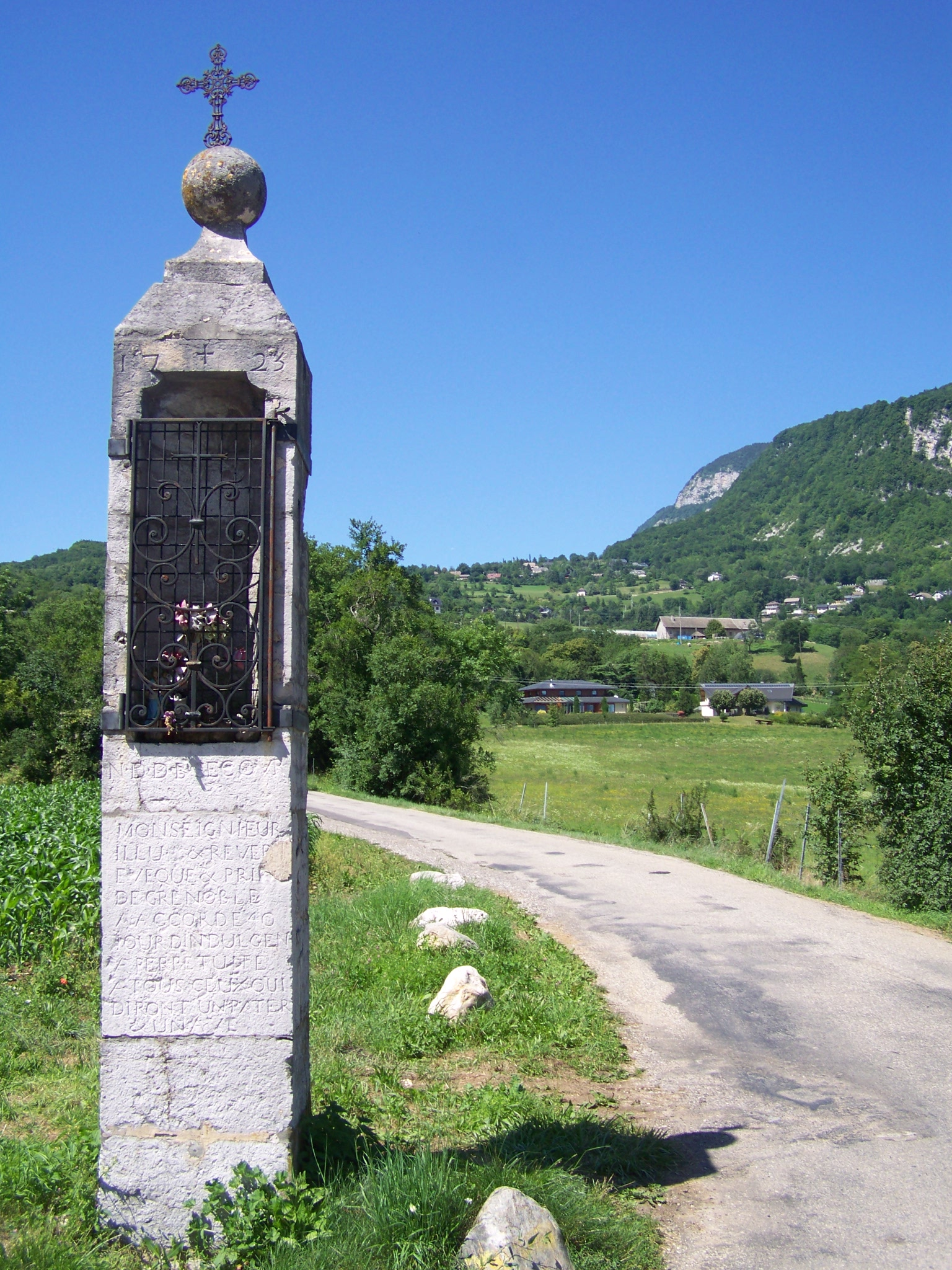
Betkapelle Notre-Dame-de-Bon-Secours
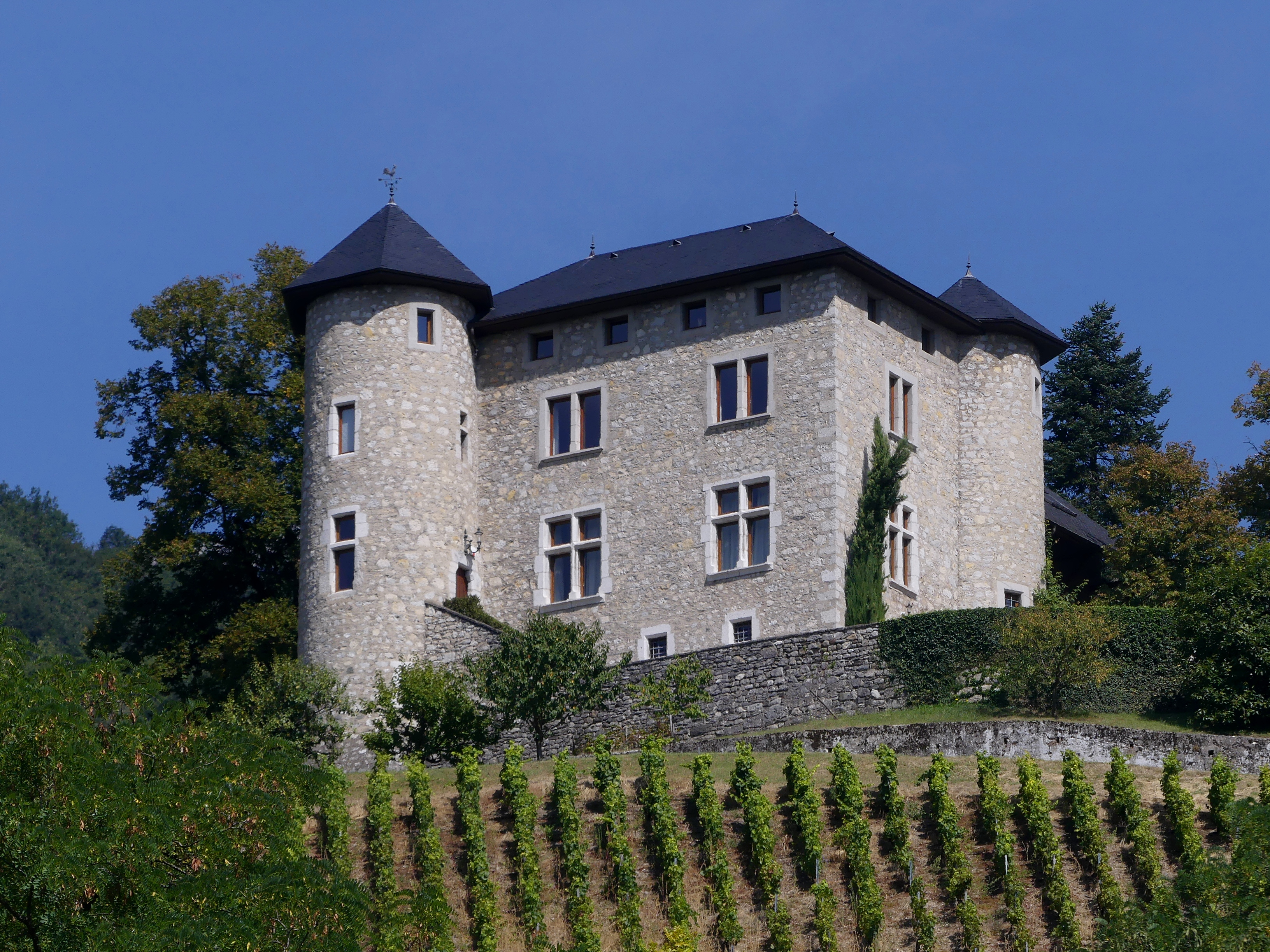
Château de Monterminod

## Bevölkerung
| Jahr                       | 1962 | 1968 | 1975 | 1982 | 1990 | 1999 | 2006 | 2020 |
| Einwohner                  | 2259 | 2837 | 2996 | 2797 | 3858 | 5071 | 5381 | 6286 |
| Quellen: Cassini und INSEE |      |      |      |      |      |      |      |      |

Mit 6589 Einwohnern (Stand 1. Januar 2022) gehört Saint-Alban-Leysse zu den größeren Gemeinden des Département Savoie. Seit Beginn der 1980er Jahre wurde eine markante Bevölkerungszunahme verzeichnet. Seither hat sich die Einwohnerzahl verdoppelt. Saint-Alban-Leysse gehört zur Agglomeration Chambéry. Das Siedlungsgebiet ist heute lückenlos mit demjenigen der Nachbargemeinden Bassens, La Ravoire und Barby zusammengewachsen.

## Wirtschaft und Infrastruktur
Saint-Alban-Leysse war bis ins 20. Jahrhundert hinein ein vorwiegend durch die Landwirtschaft, insbesondere den Weinbau, geprägtes Dorf. Noch heute spielt der Weinbau an den Sonnenhängen oberhalb des Dorfes eine wichtige Rolle. Saint-Alban-Leysse liegt in der Weinbauregion Savoie. Weißweine aus der Rebsorte Altesse (lokal Roussette genannt) dürfen unter der geschützten Herkunftsbezeichnung Roussette de Savoie vermarktet werden. Für Weißweine anderer Rebsorten sowie Rotweine gilt die AOC Vin de Savoie.
In der Talebene entstanden in den letzten Jahrzehnten verschiedene Gewerbe- und Industriezonen. Als bedeutendes Unternehmen ist die Firma Camiva zu erwähnen, die sich auf den Bau von Feuerwehrfahrzeugen spezialisiert hat. Daneben gibt es zahlreiche weitere Betriebe in den Branchen Elektrizität, Bau- und Transportgewerbe, Informatik, sowie Handelsfirmen, Dienstleistungsbetriebe und Einkaufsgeschäfte.
Die Ortschaft ist verkehrsmäßig gut erschlossen. Sie liegt nahe der Hauptstraße D1006, die als ehemalige Nationalstraße 6 von Lyon via Chambéry nach Modane führt. Eine weitere regionale Straßenverbindung bildet die D912 (von Chambéry über den Col de Plainpalais und Lescheraines nach Annecy). Der nächste Anschluss an die Autobahn A43 befindet sich in einer Entfernung von rund drei Kilometern.